# Гребець Лідія Іванівна
Лідія Іванівна Гребець (народилася 11 квітня 1943 року) у м. Полтава — колишня українська плавчиня. Брала участь у трьох змаганнях на літніх Олімпійських іграх 1968 року у складі збірної Радянського Союзу.